# ZDF in concert
ZDF in concert ist ein Sendeformat des Fernsehsenders ZDF, in dem in unregelmäßigen Abständen außergewöhnliche Konzerte hochrangiger Künstler der internationalen Rock- und Popwelt gezeigt werden.

## Bisherige Konzerte (Auswahl)
- ABBA
- The Black Eyed Peas
- No Angels
- Sarah Connor
- Tom Jones
- Pur
- Udo Jürgens
- Paul McCartney
- Sade
- Norah Jones
- Jennifer Lopez
- DJ BoBo
- Die Fantastischen Vier
- Michael Jackson

In Zusammenarbeit mit SWR3 präsentiert die Sendereihe die Höhepunkte des New Pop Festivals.